# والتر ای. شوارت
والتر ای. شوارت (انگلیسی: Walter A. Shewhart؛ ۱۸ مارس ۱۸۹۱ – ۱۱ مارس ۱۹۶۷) یک فیزیک‌دان، مهندس و آماردان اهل ایالات متحده آمریکا بود.